# Chryseida bennetti
Chryseida bennetti är en stekelart som beskrevs av Burks 1956. Chryseida bennetti ingår i släktet Chryseida och familjen kragglanssteklar. Inga underarter finns listade i Catalogue of Life.